# Neotamias quadrimaculatus
Tamias quadrimaculatus — вид гризунів родини вивіркових, Sciuridae. Він є ендеміком центральної та північної Сьєрра-Невади в Каліфорнії та Неваді в США. Вухаті бурундуки мають найдовші вуха серед усіх видів бурундуків.

## Опис
Загальна довжина самців вухатих бурундуків коливається в межах 23,0–23,9 сантиметрів, а самиць — 23,0–24,5 сантиметрів. Хвіст становить значну частину загальної довжини, коливаючись від 8,5–10,0 сантиметрів у самців і 9,0–10,1 сантиметрів у самиць. Самці важать 74,1–89,0 грамів, а самиці — 81,0–105,0 грамів. Бурундуки мають яскраве червоно-коричневе забарвлення з п'ятьма темними і чотирма світлими смугами на спині. Вони також мають великі, помітні білі плями біля основи обох вух.

## Поведінка
Вухаті бурундуки ведуть денний спосіб життя. Вони харчуються на землі грибами, насінням, фруктами, квітами та комахами, хоча восени залазять на хвойні дерева, щоб поїсти насіння з шишок. З листопада до березня бурундуки зимують у лігві на землі, а решту року живуть у норах або дуплах дерев. Вони спаровуються наприкінці квітня і в травні, і дитинчата з'являються на світ після місяця вагітності.